# 644 Cosima
644 Cosima eller 1907 AA är en asteroid upptäckt 7 september 1907 av den tyske astronomen August Kopff i Heidelberg. Asteroiden har fått sitt namn efter Cosima Wagner, hustru till den tyske kompositören Richard Wagner.
Ockultationer av stjärnor har observerats.